# CIFA Premier League 2018-19
La CIFA Premier League 2018-19 fue la edición número 40 de la CIFA Premier League.

## Formato
Participaron 14 equipos de los cuales jugaron 1 vez totalizando 13 partidos para cada uno; al término de la temporada el club con mayor número de puntos será campeón y de cumplir los requisitos establecidos se clasificará a la CONCACAF Caribbean Club Shield 2020.

## Equipos participantes
| Pos. | Equipo                 |
| ---- | ---------------------- |
| 1    | Scholars International |
| 2    | Roma United            |
| 3    | Elite SC               |
| 4    | Latinos FC             |
| 5    | Academy SC             |
| 6    | Sunset FC              |
| 7    | Future SC              |
| 8    | Bodden Town FC         |
| 9    | Cayman Athletic SC     |
| 10   | George Town SC         |
| 12   | Savannah Tigers FC     |
| 13   | North Side SC          |
| 14   | East End United        |
| (N)  | Alliance FC            |

## Tabla de posiciones
Actualizado el 18 de abril de 2019.
| Pos. | Equipo                     | PJ | PG | PE | PP | GF | GC | DG  | Pts. | Clasificado a                                 |
| ---- | -------------------------- | -- | -- | -- | -- | -- | -- | --- | ---- | --------------------------------------------- |
| 1    | Scholars International (C) | 13 | 10 | 2  | 1  | 54 | 5  | +49 | 32   | Campeón y CONCACAF Caribbean Club Shield 2020 |
| 2    | Bodden Town FC             | 13 | 10 | 2  | 1  | 47 | 8  | +29 | 32   |                                               |
| 3    | Academy SC                 | 13 | 8  | 4  | 1  | 50 | 12 | +38 | 28   |                                               |
| 4    | Elite SC                   | 13 | 8  | 3  | 2  | 56 | 16 | +40 | 27   |                                               |
| 5    | Future SC                  | 13 | 8  | 2  | 3  | 28 | 13 | +15 | 26   |                                               |
| 6    | Roma United                | 13 | 7  | 4  | 2  | 35 | 14 | +21 | 25   |                                               |
| 7    | Latinos FC                 | 13 | 5  | 3  | 5  | 28 | 20 | +8  | 18   |                                               |
| 8    | George Town SC             | 13 | 4  | 4  | 5  | 35 | 31 | +4  | 16   |                                               |
| 9    | Sunset FC                  | 13 | 4  | 3  | 6  | 27 | 26 | +1  | 15   |                                               |
| 10   | Cayman Athletic SC         | 13 | 4  | 1  | 8  | 25 | 32 | -7  | 13   |                                               |
| 11   | East End United            | 13 | 4  | 0  | 9  | 15 | 56 | -41 | 12   |                                               |
| 12   | North Side SC              | 13 | 2  | 1  | 10 | 16 | 45 | -29 | 7    |                                               |
| 13   | Savannah Tigers FC         | 13 | 1  | 1  | 11 | 9  | 66 | -57 | 4    |                                               |
| 14   | Alliance FC                | 13 | 0  | 0  | 13 | 9  | 96 | -87 | 0    |                                               |